# 21550 Laviolette
21550 Laviolette è un asteroide della fascia principale. Scoperto nel 1998, presenta un'orbita caratterizzata da un semiasse maggiore pari a 2,7634653 UA e da un'eccentricità di 0,0791319, inclinata di 6,15215° rispetto all'eclittica.